# Mauthen

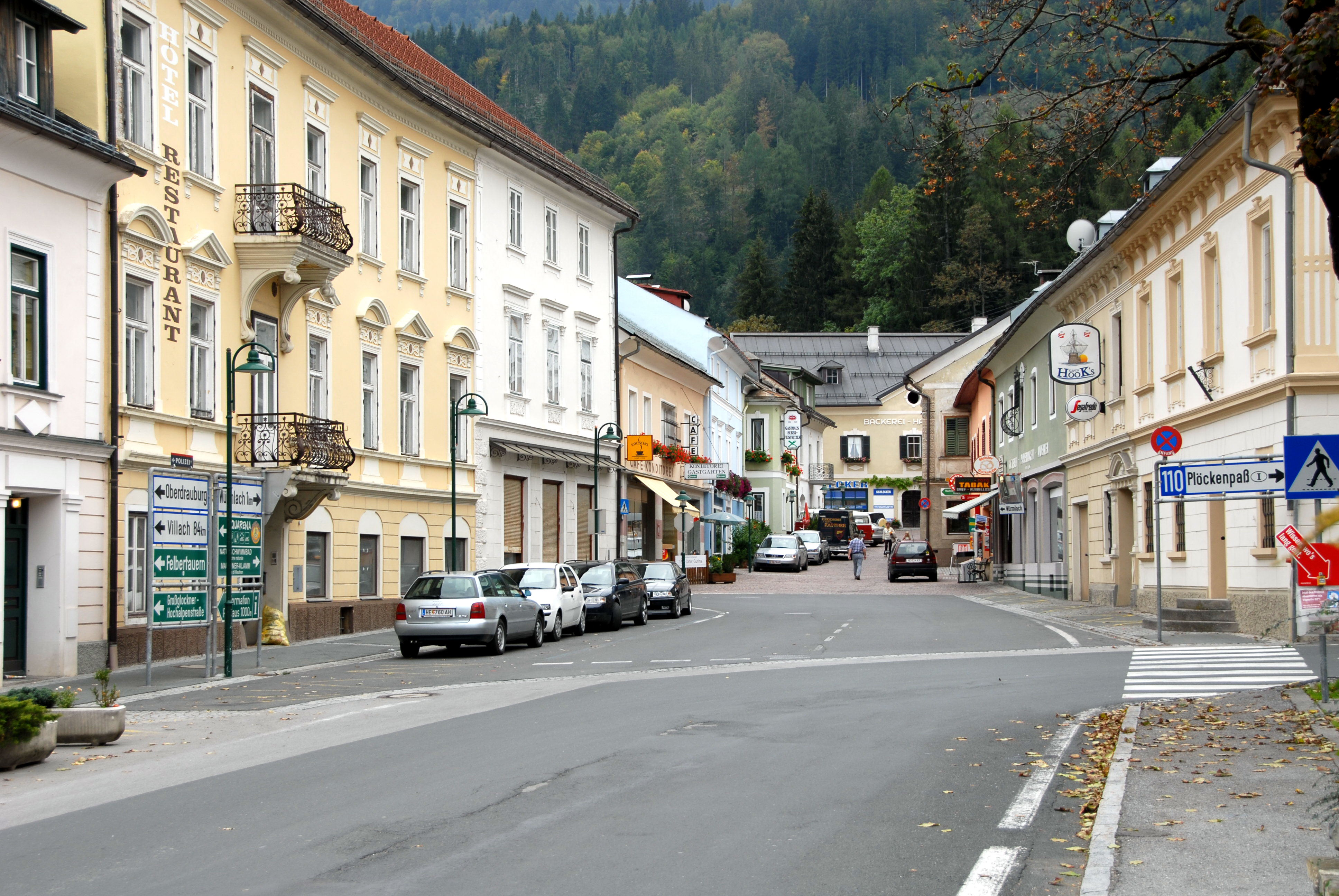
Hauptstraße in Mauten

Mauthen ist eine Ortschaft in der österreichischen Marktgemeinde Kötschach-Mauthen im Bezirk Hermagor in Kärnten. Erstmals urkundlich erwähnt wurde der Ort im Jahr 1276. 1958 wurde Mauthen mit Kötschach zum Doppelort Kötschach-Mauthen zusammengeschlossen. Im Jahr 2018 hatte Mauthen 724 Einwohner (Stand 1. Januar 2018)
Mauthen ist seit 2011 Teil der Bergsteigerdörfer-Initiative des ÖAV.

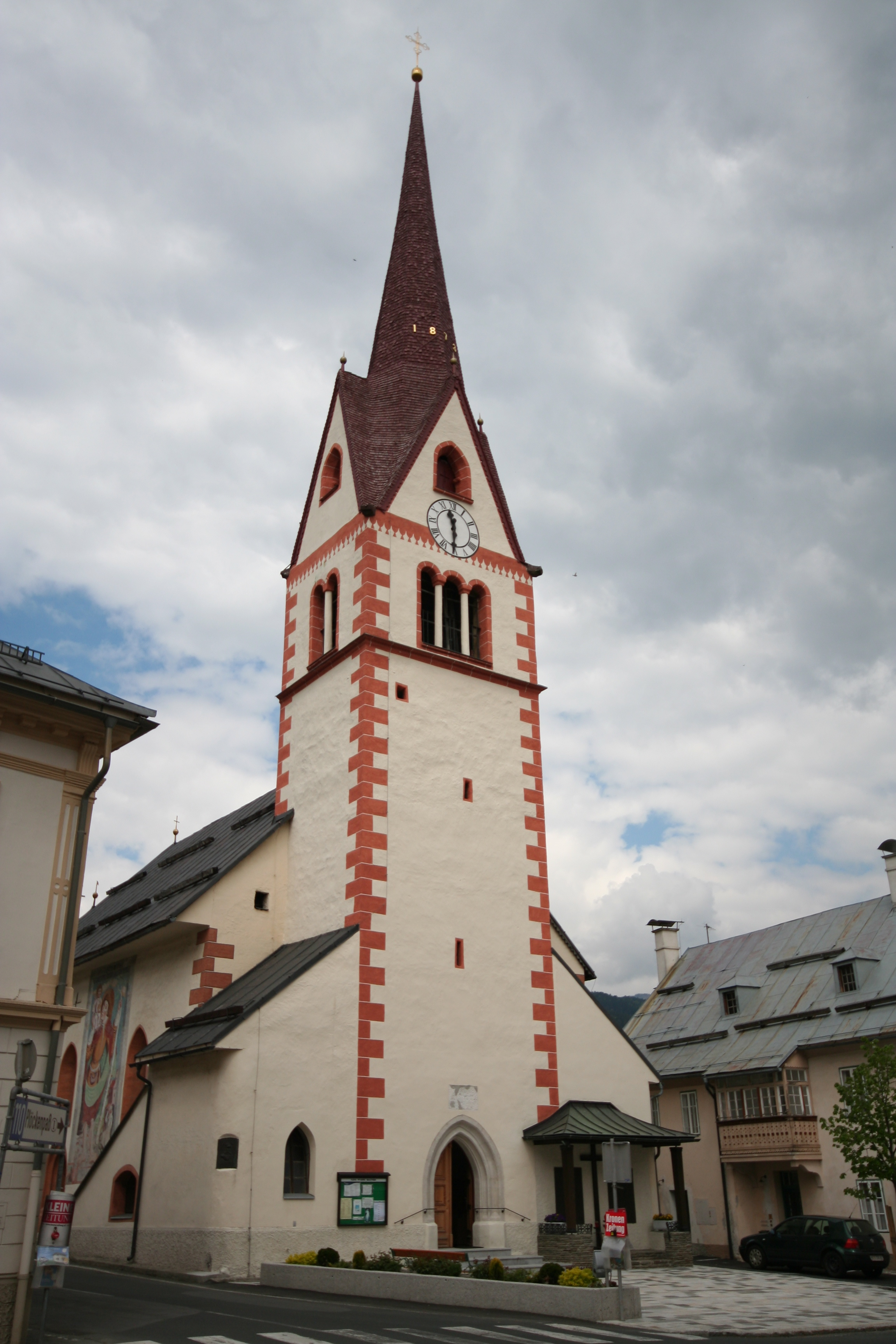
Pfarrkirche Heiliger Markus in Mauthen

## Denkmalgeschützte Objekte in Mauthen
- Wohnhaus. Ehemaliges Haus Titzen-Ander
- Pfarrhof
- Turm bei Maria Schnee
- Kath. Pfarrkirche hl. Markus
- Kath. Filialkirche Maria Schnee
- Friedhofskapelle hl. Maria
- Friedhof
- Persönlichkeitsdenkmal Oswald Nischelwitzer
- Marktstein
- Centrum Carnicum Alpinhistorisches Archiv des ÖAV Obergailtal-Lesachtal

siehe auch Liste der denkmalgeschützten Objekte in Kötschach-Mauthen

## Söhne und Töchter
- Hans Lagger (1882–1949), österreichischer Politiker (SPÖ)
- Josef Klaus (1910–2001), österreichischer Politiker und Bundeskanzler (ÖVP)
- Gernot Siber (1935–2014), österreichischer Architekt und Hofrat des Landes Steiermark
- Max Gangl (* 1946), österreichischer Bildhauer, Maler, Graphiker und Designer
- Norbert Sattler (1951–2023), ehemaliger österreichischer Kanute
- Heimo Zobernig (* 1958), österreichischer Künstler, der in Wien lebt